# شيرون.نت
شيرون.نت هو موقع ويب من نوع قاعدة بيانات موسيقية على النت أنشئ في 2002، الموقع ملك مجموعة كيشت الإعلامية، ويقع مقره الرئيسي في إسرائيل، وهو متوفر باللغة العبرية.

## وصلات خارجية
- الموقع الرسمي